# Pont à tréteaux

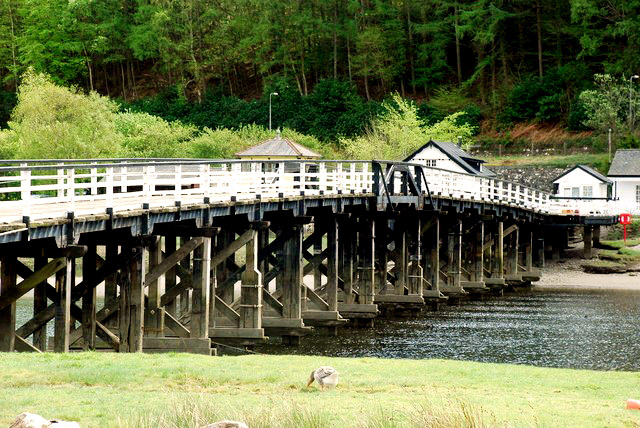
Pont à tréteaux en bois.

Un pont à tréteaux ou pont sur chevalets est un type de viaducs ferroviaires dans lequel une série de supports en trapèze - les tréteaux- sont construits à égale distance, généralement en bois, pour supporter le tablier sur lequel passe la voie ferrée.